# Euphorbia bruntii
Euphorbia bruntii är en törelväxtart som först beskrevs av George Richardson Proctor, och fick sitt nu gällande namn av Robertus Cornelis Hilarius Maria Oudejans. Euphorbia bruntii ingår i släktet törlar, och familjen törelväxter. Inga underarter finns listade i Catalogue of Life.